# Киара Адвани
Алиа Адвани (на английски: Kiara Advani; родена на 31 юли 1991 г.), известна професионално като Киара Адвани, е индийска актриса, която работи във филми на хинди и телугу език.

## Биография
Родена е в семейството на Джагдипа Адвани, бизнесмен индус, и Женевиева Джафри, педагог, чийто баща е мюсюлманин от Лакнау, а майка ѝ е от шотландски, ирландски, португалски и испански произход.
След като прави своя актьорски дебют в комедийния филм Fugly (2014), тя играе съпругата на MS Dhoni в спортния биографичен филм MS Dhoni: The Untold Story (2016). Получава похвала за ролята на сексуално неудовлетворена съпруга в антологичния филм на „Netflix“ Lust Stories (2018) и изиграва главната дама в политическия трилър Bharat Ane Nenu (2018).
Адвани получава по-голямо внимание с участието си в романтичната драма Kabir Singh и комедийната драма Good Newwz, два от най-касовите филми на хинди за 2019 г. Печели наградата IIFA за най-добра поддържаща актриса за последния. Този успех продължава с ролите ѝ във филма Shershaah от 2021 г., за който е номинирана за наградата Filmfare за най-добра актриса, и във филмите от 2022 г. Bhool Bhulaiyaa 2 и Jugjugg Jeeyo. Адвани е омъжена за актьора Сидхарт Малхотра..